# Meral Uslu
Meral Uslu, née en 1962 à Afyonkarahisar, est une réalisatrice et scénariste turco-néerlandaise.

## Filmographie
- 2001 : Roos en Rana
- 2005 : De kinderen van mijn vader[2]
- 2005 : Allerzielen (nl)
- 2006 : De zwarte tulp (nl)
- 2006 : Vaarwel VMBO - Op de drempel van succes
- 2007 : Kruispost
- 2010 : Juvenile Judge : co-réalisé avec Maria Mok
- 2012 : Snackbar (nl)[3]
- 2013 : New Boobs[4]
- 2018 : De zaak gebroeders R[5]